# Lech Wałęsa
Lech Wałęsa (Popowo, 29. rujna 1943.), poljski političar i državnik.
Od 1980. do 1990. bio je predsjednik sindikata Solidarność. Prvi je predsjednik demokratske Poljske (1990. – 1995.).  
Godine 1983. dobio je Nobelovu nagradu za mir. 
Po zanimanju Wałęsa je bio električar.